# 廉洙政
廉洙政（ヨム・スジョン、ハングル：염수정、1943年12月5日 - ）は、洗礼名をアンデレといい、大韓民国のローマ・カトリック教会の枢機卿。2021年10月までソウル教区大司教を務めていた。
2014年に枢機卿になった。

## 人物
1943年京畿道・安城生まれ。本貫は坡州廉氏。カトリック大神学部卒業、1970年に司祭。ソウルの梨泰院、永登浦聖堂などの主任神父、ソウル大教区事務処長などを経て2002年に主教。平和放送理事長やソウル大教区生命委員会委員長、金寿煥枢機卿の意志を継ぐ奨学会の理事長としても活動し、2012年5月に鄭鎮奭枢機卿の後任として第14代ソウル大教区長兼平壌教区長代行に任命された。カトリック信者の家庭に育ち、2人の弟と共に3兄弟神父として知られている。